# Waldschlösschen (Feucht)

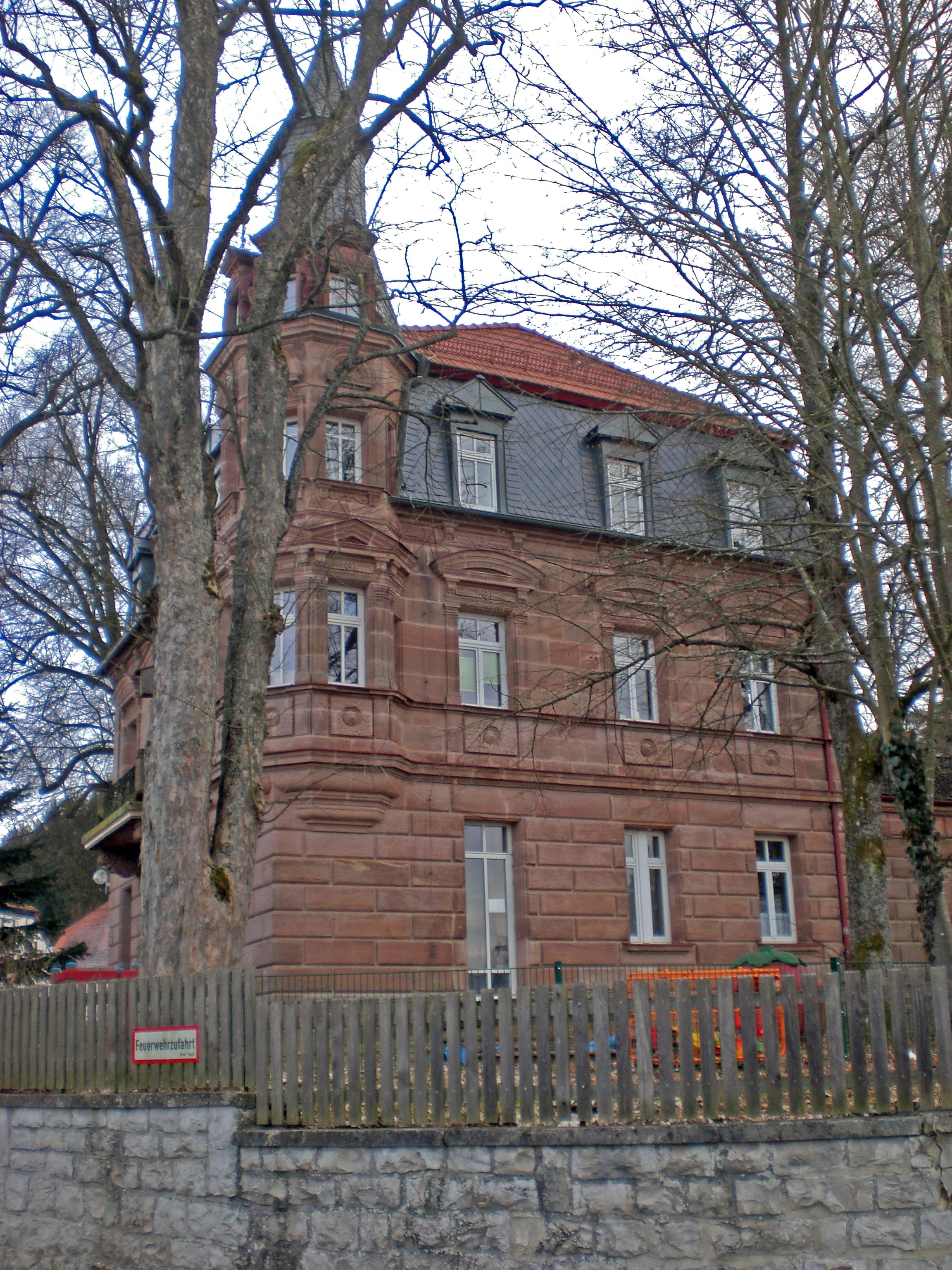
Waldschlösschen in Feucht (2024)

Das sogenannte Waldschlösschen in Feucht, einer Marktgemeinde im mittelfränkischen Landkreis Nürnberger Land in Bayern, wurde 1889/90 erbaut. Das ehemalige Kurhotel am Walburgisweg 35 ein vom Bayerischen Landesamt für Denkmalpflege ausgewiesenes Baudenkmal. Es wird lokal Walburgisheim genannt.

## Beschreibung
Der zweigeschossige, villenartige Sandsteinquaderbau mit Mansard-Walmdach hat eine reich gegliederte Fassade in Formen der Neurenaissance. Der Eckerker über drei Geschosse wird von einem verschieferten Zeltdach abgeschlossen. Die drei oberen Fenster des Erkers werden von Dreiecksgiebeln mit Dachknaufen geschmückt.
Das Kurhotel am Waldrand wurde von Luftkurgästen nur wenig besucht und wurde insolvent. Nach dem Ersten Weltkrieg erfolgte die Umwandlung in ein Waisenhaus.
Heute ist das Waldschlösschen ein Teil des Kinderheims Walburgisheim Feucht. Zugehörig sind dazu Kindergarten, Kinderkrippe und ein Hort.